# 사랑의 하모니
《사랑의 하모니》(Perfect Harmony)는 미국에서 제작된 윌 맥켄지 감독의 1991년 영화이다. 미국의 흑인 민권 운동을 배경으로 디즈니가 제작하였다. 베리칼리지에서 촬영되었다. VHS로 첫 출시된 이후 DVD로도 출시되었다. 저스틴 윌린 등이 주연으로 출연하였고 믹키 보로프스키 등이 제작에 참여하였다.

## 출연

### 주연
- 저스틴 윌린
- 유진 비어드

### 조연
- 피터 스콜라리
- 대런 맥개빈
- 캐서린 메리 스튜어트
- 모세스 건
- 데이빗 포스티노
- 케이시 엘리슨
- 리치 하벤스
- 클리본 리틀
- 제프 코엔
- 데빈 라트레이
- 댄 비거스
- 스카이 버달

## 기타
- 제작책임: 장 히긴스
- 미술: 라디슬라브 윌하임